# الحازمية (ضنية)
الحازمية هي قرية لبنانية من قرى قضاء الضنية في محافظة الشمال.